# Вояджер (самолёт)
«Во́яджер», модель 76 (англ. Rutan Model 76 Voyager, в переводе с англ. voyager — путешественник) — первый самолёт, совершивший беспосадочный полёт вокруг Земного шара без дозаправки.
Был построен в единственном экземпляре специально для этого рекорда. Главный конструктор — Берт Рутан.

## История
Самолёт пилотировался Диком Рутаном, старшим братом конструктора, и Джиной Йигер. Самолёт взлетел с 4600-метровой полосы авиабазы Эдвардс в Мохаве 14 декабря 1986 года и благополучно приземлился на ней же 23 декабря, спустя 9 дней, 3 минуты и 44 секунды. Во время полёта самолёт преодолел 42 432 км (ФАИ зачла дистанцию в 40 212 км) на высоте в среднем 3,4 км. Этот рекорд окончательно побил предыдущий, установленный экипажем ВВС США, пилотировавшим B-52 и преодолевшим 20 168 км (12 532 миль) в 1962 году.

## Конструкция
Два  тандемно расположенных четырёхцилиндровых оппозитных поршневых двигателя Teledyne Continental (O-240 и IOL-200).
Крыло с законцовками.

## Тактико-технические характеристики

### Технические характеристики
Характеристики приведены по описанию самолёта на сайте Национального музея авиации и космонавтики:
- Экипаж: 2 человека
- Длина фюзеляжа: 7,7 м
- Размах крыла: с законцовками — 33,8 м, без — 33,0 м
- Площадь крыла: 33,10 м²[нет в источнике]
- Высота: 3,1 м
- Масса: пустого — 1020,6 кг; топлива — 3181 кг; общая взлётная — 4397,4 кг
- Двигатели:
  - передний — Teledyne Continental O-240[англ.] (130 л. с.)
  - задний — Teledyne Continental IOL-200 (110 л. с.), специальная версия двигателя O-200[англ.]

### Лётные характеристики
- Максимальная скорость (при попутном ветре): 238 км/ч
- Крейсерская скорость: 193 км/ч
- Дальность полёта: 41 840 км
- Автономность: 215 ч